# Antigua a Barbuda na letních olympijských hrách
Antigua a Barbuda na letních olympijských hrách startovala celkem 12krát, poprvé na olympijských hrách v Montréalu v roce 1976 a od té doby vyslala sportovce na všechny následující letní olympiády s výjimkou Olympijských her v Moskvě v roce 1980. Za účast sportovců je zodpovědný Olympijský výbor Antiguy a Barbudy, založený v roce 1966.
Toto je přehled historických milníků, účastí, medailového zisku a vlajkonošů na dané sportovní události.

## Historie

### Formování olympijského výboru
Olympijský výbor Antiguy a Barbudy se začal formovat už v polovině 60. let 20. století, tedy celých deset let před jejich první účastí na hrách. Zájem o založení výboru započal pět let poté, co se Západoindická federace, jejíž součástí ostrovy byly, zúčastnila Letních olympijských her v Římě v roce 1960. Po její účasti se na Antigui objevil zájem vyslat vlastní delegaci na VIII. Hry Commonwealthu, konané v Kingstonu na Jamajce. Za tímto účelem byla v roce 1965 založena Antigua Olympic and Commonwealth Games Association (AOCGA) a ostrovy skutečně o rok později debutovaly na mezinárodní sportovní scéně na hrách Commonwealthu. 
V roce 1968 podala AOCGA poprvé žádost také o členství v Mezinárodním olympijském výboru (IOC). Žádost však nebyla v souladu se stanovami IOC a byla zamítnuta. Druhý, úspěšný pokus proběhl v roce 1975 po reorganizaci výboru AOCGA. IOC přijalo žádost země na svém 77. zasedání, před Zimními olympijskými hrami v Innsbucku v roce 1976 a prohlásilo Antiguu za prozatímního člena. Plné uznání získala Antigua na 78. zasedání IOC v červenci 1976 v Montréalu.

### Účast na LOH
Po celkovém uznání jejich olympijského výboru proběhl olympijský debut Antiguy a Barbudy, a to na Letních olympijských hrách v Montréalu v roce 1976 s desetičlenným týmem složeným z atletů a cyklistů. Účastníkem byl např. cyklista Donald Christian, který startoval jako první, 20. července. Letních olympijských her v Moskvě v roce 1980 se britská kolonie nezúčastnila, jelikož následovala výzvu USA k jejich bojkotu.

Atlet Cejhae Greene na Letních olympijských hrách v Tokiu

V roce 1981 vyhlásila země nezávislost na Velké Británii, a od té doby startuje na hrách jako suverénní země. Na Letní olympijské hry v Los Angeles v roce 1984 země poprvé vyslala ženskou sportovkyni, cyklistku Elishu Hughes. V Los Angeles se země také poprvé účastnila v jachtingu s jachtařem Inigo Rossem, na dalších hrách v Soulu v roce 1988 poprvé startovali boxeři, Lionel Francis a Daryl Joseph.
Ani v následujících letech se sportovcům z Antiguy a Barbudy stále nedařilo dosáhnout na medailové pozice. Na hrách v Atlantě v roce 1996 se poprvé představili kanoisté, v roce 2004 v Athénách plavci. Až na Letních olympijských hrách v Pekingu v roce 2008, se zemi podařilo získat větší, avšak stále nemedailový úspěch, když se atlet Brendan Christian probojoval do semifinále běhu na 200 metrů. Stejného výsledku dosáhl v roce 2012 v Londýně sprinter Daniel Bailey v běhu na 100 metrů.
Na Letní olympijské hry v Riu v roce 2016 vyslala země největší počet sportovců na olympijské hry od roku 1996. Vybráno bylo 9 sportovců, z toho 7 mužů a 2 ženy, soutěžící v atletice a plavání. Silná byla štafeta složená na 4 × 100 metrů. Na Letní olympijské hry v Tokiu o čtyři roky později země vyslala 6 sportovců, účastnících se atletiky, boxu, jachtingu a plavání.
Ani z her v letech 2016, 2020 a 2024 si země ale nepřivezla medaili a čeká tak stále na svůj první medailový úspěch. 

## Účast na Letních olympijských hrách
| Dějiště LOH            | LOH      | Vlajkonoš                           | Účastníci | Zlatá medaile | Stříbrná medaile | Bronzová medaile | Celkem |
| ---------------------- | -------- | ----------------------------------- | --------- | ------------- | ---------------- | ---------------- | ------ |
| 1976 Montréal          | LOH 1976 | nebyl                               | 10        |               |                  |                  | 0      |
| 1980 Moskva            | 1980     |                                     |           |               |                  |                  | Ne     |
| 1984 Los Angeles       | LOH 1984 | Lester Benjamin                     | 14        |               |                  |                  | 0      |
| 1988 Soul              | LOH 1988 | Jocelyn Joseph                      | 15        |               |                  |                  | 0      |
| 1992 Barcelona         | LOH 1992 | nebyl                               | 13        |               |                  |                  | 0      |
| 1996 Atlanta           | LOH 1996 | Heather Samuel                      | 13        |               |                  |                  | 0      |
| 2000 Sydney            | LOH 2000 | Heather Samuel                      | 3         |               |                  |                  | 0      |
| 2004 Athény            | LOH 2004 | Daniel Bailey                       | 5         |               |                  |                  | 0      |
| 2008 Peking            | LOH 2008 | James Grayman                       | 5         |               |                  |                  | 0      |
| 2012 Londýn            | LOH 2012 | Daniel Bailey                       | 4         |               |                  |                  | 0      |
| 2016 Rio de Janeiro    | LOH 2016 | Daniel Bailey                       | 9         |               |                  |                  | 0      |
| 2020 Tokio             | LOH 2020 | Samantha Robertsová a Cejhae Greene | 6         |               |                  |                  | 0      |
| 2024 Paříž             | LOH 2024 | Joella Lloydová a Cejhae Greene     | 5         |               |                  |                  | 0      |
| Celkem                 | 12       |                                     |           | 0             | 0                | 0                | 0      |
| Zdroj na Olympedia.org |          |                                     |           |               |                  |                  |        |